# Baidaratabucht
Die Baidaratabucht (russisch Байдарацкая губа, Baidarazkaja Guba) ist eine große Bucht im Westen der Karasee. Sie liegt zwischen der Jamalhalbinsel im Osten und der Jugorhalbinsel im Südwesten. Administrativ gehört sie zum Autonomen Kreis der Jamal-Nenzen in Russland.
Die Bucht erstreckt sich von der Mündung des Flusses Baidarata etwa 180 km in nordwestlicher Richtung bis zu einer gedachten Linie zwischen den Kaps Mys Tolstik an der Karamündung und Mys Marre-Salja auf einer Nehrung Jamals. An ihrem Eingang erreicht sie mit 78 km ihre größte Breite. Hier ist die Bucht bis zu 27 m tief. Sie besitzt einige küstennahe Inseln, die mit Ausnahme der bis zu 40 m hohen Litke-Insel nur wenige Meter über dem Meeresniveau liegen und alle unbewohnt sind. Die größten Zuflüsse sind neben der Baidarata die Kara und der Juribei.
Die Baidaratabucht liegt in der (sub)arktischen Klimazone mit niedrigen Lufttemperaturen, geringen Niederschlagsmengen, häufigem Nebel im Sommer sowie Schneestürmen im Winter. Die Bucht ist fast ganzjährig mit Eis bedeckt, nur im kurzen Sommer bricht die Eisdecke für durchschnittlich 66 Tage auf.
Der russische Konzern Gazprom nahm 2012 eine Pipeline in Betrieb, die vom Erdgasfeld Bowanenkowo auf Jamal quer durch die Baidaratabucht bis zum 1260 km entfernten Uchta führt. Bis 2017 wurde parallel dazu die Pipeline „Uchta 2“ gebaut.